# Robin Hanson

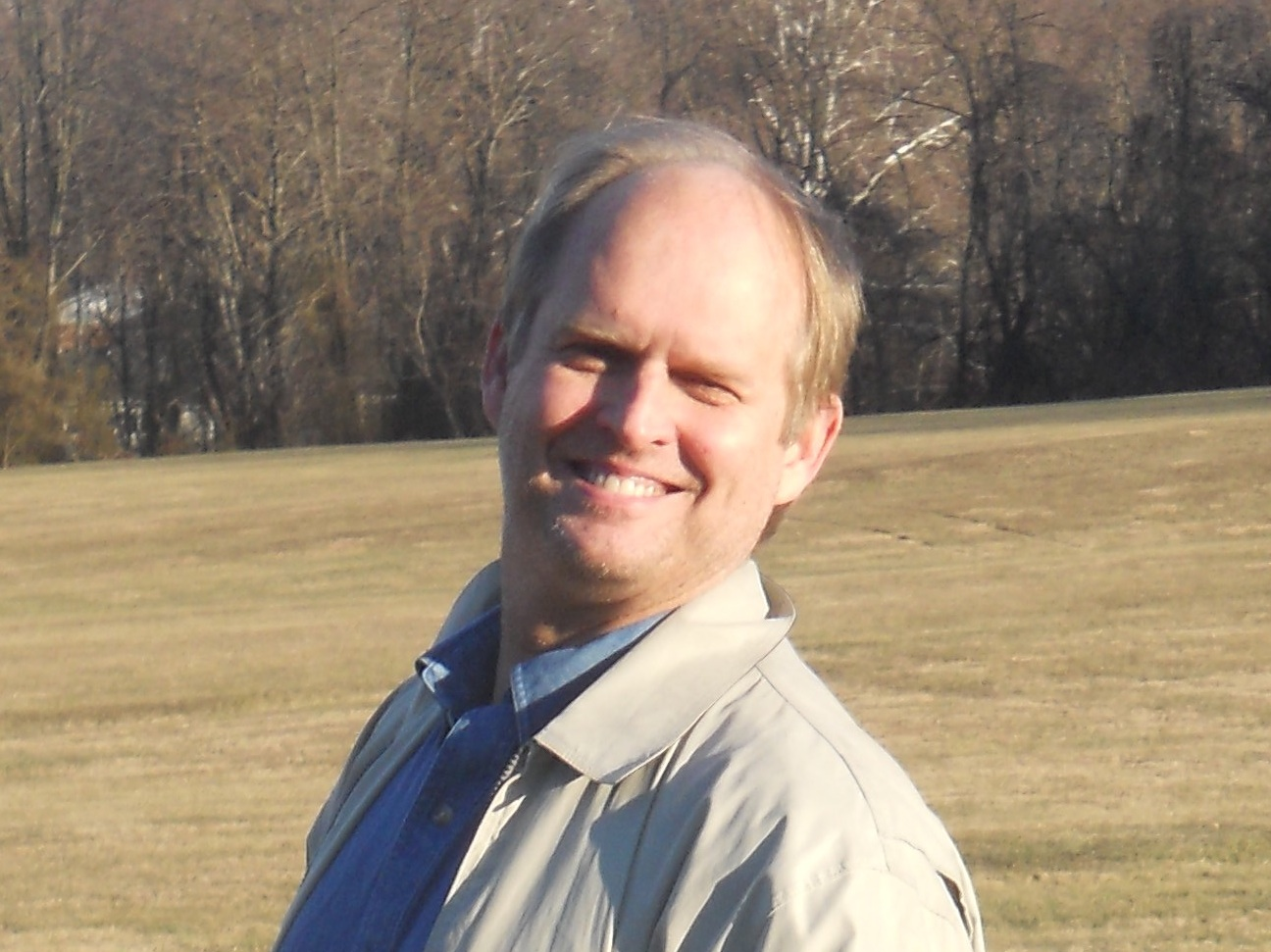
Robin Hanson

Robin Dale Hanson, född 28 augusti 1959, är docent i nationalekonomi vid George Mason University och forskarassistent vid Future of Humanity Institute på Oxfords universitet.
Robin har skrivit boken The Age of Em: Work, Love and Life when Robots Rule the Earth, där han diskuterar sin syn på hjärnemulering och dess eventuella inverkan på samhället. Boken släpptes den 1 juni 2016. Hans andra bok, The Elephant in the Brain som han skrivit tillsammans med Kevin Simler, släpptes januari 2018 och handlar om samhälle samt individer.